# Ritratto in seppia
(Isabel Allende, epilogo di Ritratto in seppia)
Ritratto in seppia (Retrato en Sepia) è un romanzo della scrittrice cilena Isabel Allende pubblicato nel 2000, terzo capitolo della trilogia che con La figlia della fortuna e La casa degli spiriti continua la saga dei personaggi che li vede anche negli altri romanzi.

## Trama
Aurora, figlia illegittima di Lynn Sommers, figlia a sua volta di Eliza Sommers e Tao Chi'en, e di Matias Rodriguez de Santa Cruz, figlio, invece, di Paulina del Valle e Feliciano Rodriguez de Santa Cruz, non ricorda nulla dei suoi primi cinque anni di vita. Ella ha inoltre incubi ricorrenti, nei quali si vede stretta alla mano di una persona amata, che però non riconosce, e successivamente i due vengono circondati da inquietanti persone vestite con tuniche nere, che costringono Aurora a lasciare la mano di quella persona che tanto ama.
Sua madre muore nel darla alla luce a Chinatown, San Francisco. Il suo padre naturale, Matias, che ha abbandonato Lynn incinta, conoscerà la figlia solamente poco tempo prima di morire alla fine di una lunga e dolorosa agonia a causa della sifilide. Dopo la morte di Lynn, Aurora viene cresciuta dai nonni materni fino alla morte del nonno Tao Chi'en. Dopo questo tragico evento, Eliza chiede a Paulina di occuparsi della bimba mentre lei andrà in Cina a seppellire i resti di suo marito. Paulina accetta, ma fa promettere ad Eliza che non avrà più alcun tipo di contatto con Aurora, così che non possa poi strappargliela nuovamente in futuro.
Il romanzo si articola in tre parti più un epilogo. Inizialmente vengono descritti i membri della famiglia di Aurora, le vicende accadute prima della sua nascita e le varie dinamiche della famiglia. In seguito si entrerà più direttamente a contatto con la vita di Aurora: si narrerà dell'educazione aperta ed anticonformista della nonna Paulina, della Guerra del Pacifico a cui partecipa il padre legale Severo del Valle, della morte del nonno Feliciano Rodriguez de Santa Cruz, marito di Paulina, la quale in seguito si sposerà con il maggiordomo Frederick Williams. I tre (Paulina, Frederick e Aurora) successivamente si trasferiranno nel paese natio di Paulina, il Cile. Aurora intanto si appassiona alla fotografia, che diverrà la sua ragione di vita: attraverso le fotografie che scatta, infatti, ella riesce a scorgere particolari che non si notano nella realtà. Si sposa con Diego Dominguez, ma in seguito lo lascerà, dopo aver scoperto che la tradisce con la cognata; intraprende così una relazione con il dottor Ivan Radovic. Muore intanto anche la tanto amata nonna Paulina, evento che segnerà Aurora. Fa quindi la sua comparsa la nonna materna Eliza, che Aurora non vedeva da quando aveva cinque anni. Eliza racconta ad Aurora l'infanzia vissuta con lei ed il nonno Tao: qui Aurora scopre che la persona di cui stringe la mano nei suoi incubi è proprio il nonno Tao Chi'en. Gli incubi non sono altro che il ricordo di un avvenimento: Tao e Aurora, che passeggiano stretti per mano per Chinatown, vengono assaliti da una banda di cinesi, che picchiano Tao, il quale è quindi costretto a lasciare la mano di Aurora, portata fortunatamente in salvo.

## Edizioni
- Isabel Allende, Ritratto in seppia, traduzione di Elena Liverani, collana I narratori, Feltrinelli, 2002,  p. 267, ISBN 978-88-07-01601-1.